# Saison 4 de Bobino
Cet article concerne la saison 4 de la série télévisée québécoise Bobino. L'émission est diffusée à 16 h.

## Saison 4 (1960 - 1961)
1. Arrivée de la marionnette Bobinette, sœur de Bobino[1].  Dessin animés.  Avec Guy Sanche et Paule Bayard.  Diffusion : le lundi 7 novembre 1960.
2. Bobino explique comment il a rencontré Bobinette.  Diffusion : le mardi 8 novembre 1960.
3. Bobinette fait croire à Bobino qu’elle a un fantôme.  Diffusion : le mercredi 9 novembre 1960.
4. Les aventures de Bobinette et de Bobino.  Diffusion : le vendredi 11 novembre 1960.
5. Bobino fait visiter son grenier à sa sœur Bobinette.  Diffusion : le lundi 14 novembre 1960.
6. Bobinette écrit à son parrain.  Diffusion : le mercredi 16 novembre 1960.
7. Combat d’épées entre Bobino et Bobinette.  Diffusion : le vendredi 18 novembre 1960.
8. Comme c’est la Sainte-Catherine, Bobino veut offrir de la tire à Bobinette.  Diffusion : le vendredi 25 novembre 1960.
9. Bobino et Bobinette racontent leur visite au cirque.  Diffusion : le lundi 28 novembre 1960.
10. Bobinette reçoit une lettre de son parrain.  Diffusion : le mardi 29 novembre 1960.
11. Bobinette a fait un dessin sans dessein.  Diffusion : le mercredi 30 novembre 1960.
12. Bobino fait visiter à Bobinette la salle du trésor et des secrets de la famille Bobino.  Diffusion : le jeudi 1er décembre 1960.
13. Bobino photographie la maison de Bobinette.  Diffusion : le vendredi 2 décembre 1960.
14. Bobino et Bobinette  racontent leur visite chez le parrain de Bobinette.  Diffusion : le lundi 5 décembre 1960.
15. Bobinette raconte l’histoire arrivée à Bobino-le-nain.  Diffusion : le mardi 6 décembre 1960.
16. Bobino montre de vrais diamants à Bobinette.  Diffusion : le mercredi 7 décembre 1960.
17. Bobinette s’ennuie : pour la distraire, Bobino lui apporte des poissons rouges.  Diffusion : le vendredi 9 décembre 1960.
18. Bobino lit la liste des gagnants du concours de dessins.  Bobinette gagnera-t-elle un cadeau?  Diffusion : le lundi 12 décembre 1960.
19. Bobinette aide Bobino à décorer un arbre de Noël.  Diffusion : le mardi 20 décembre 1960.
20. Bobino et Bobinette font de l’escrime.  Diffusion : le jeudi 22 décembre 1960.
21. Bobino installe une crèche.  Diffusion : le vendredi 23 décembre 1960.
22. Bobinette a reçu une machine à coudre de son parrain.  Diffusion : le mardi 27 décembre 1960.
23. Bobino prête une poupée esquimaude à Bobinette.  Diffusion : le jeudi 29 décembre 1960.
24. Bobino et Bobinette envoient une carte de souhaits.  Diffusion : le vendredi 30 décembre 1960.
25. Bobinette prend des résolutions pour la nouvelle année.  Diffusion : le lundi 2 janvier 1961
26. Bobinette voudrait avoir de la neige pour faire des glissades.  Diffusion : le mardi 3 janvier 1961
27. Bobino et Bobinette jouent au bingo.  Diffusion : le mercredi 4 janvier 1961
28. Bobino monte à Bobinette le tire-pois de Bobino-Roscope.  Diffusion : le jeudi 5 janvier 1961
29. Bobinette veut un gâteau des Rois.  Diffusion : le vendredi 6 janvier 1961
30. Bobinette ne veut pas manger sa soupe.  Diffusion : le lundi 9 janvier 1961
31. Bobinette a acheté un pistolet à eau.  Diffusion : le mardi 10 janvier 1961
32. Bobinette fait du tire au pistolet.  Diffusion : le mercredi 11 janvier 1961
33. Bobino fait des dessins et Bobinette essaie de deviner ce que c’est.  Diffusion : le jeudi 12 janvier 1961
34. C’est vendredi 13, et Bobinette est superstitieuse.  Diffusion : le vendredi 13 janvier 1961
35. Bobino et Bobinette jouent au petit chaperon rouge.  Diffusion : le lundi 16 janvier 1961
36. Bobinette répare un vieil appareil de radio.  Diffusion : le mercredi 18 janvier 1961
37. Bobino s’amuse avec un « Hoola-houp ».  Diffusion : le jeudi 19 janvier 1961
38. Bobino apporte une colombe à Bobinette.  Diffusion : le mercredi 25 janvier 1961
39. Bobino et Bobinette jouent à « pigeon-vole ».  Diffusion : le jeudi 26 janvier 1961
40. Bobino et Bobinette s’amusent avec un rhinocéros en peluche.  Diffusion : le vendredi 27 janvier 1961
41. Bobinette fait un rêve.  Diffusion : le lundi 30 janvier 1961
42. Bobinette veut vendre sa maison.  Diffusion : le mercredi 1er février 1961
43. Bobinette veut aller se baigner à la mer.  Diffusion : le vendredi 3 février 1961
44. Bobinette a fait paraître  une petite annonce pour avoir un secrétaire.  Diffusion : le mercredi 8 février 1961
45. Bobino veut donner une bonne leçon à Bobinette qui se vante un peu trop.  Diffusion : le vendredi 10 février 1961
46. Bobino et Bobinette sont invités à un bal de Mardi gras.  Diffusion : le mardi 14 février 1961
47. Bobinette veut que son ours lui fasse des dessins.  Diffusion : le mercredi 15 février 1961
48. Bobino raconte l’histoire de Noé.  Diffusion : le jeudi 16 février 1961
49. Bobinette veut se faire un escalier.  Diffusion : le vendredi 17 février 1961
50. Bobino et Bobinette dansent le menuet.  Diffusion : le lundi 20 février 1961
51. Bobinette joue un tour à Bobino.  Diffusion : le mercredi 22 février 1961
52. Bobino montre à Bobinette la maquette du navire de Lord Bobino.  Diffusion : le vendredi 24 février 1961
53. Bobino a une boîte à musique.  Diffusion : le lundi 6 mars 1961
54. Bobinette se déguise en Martienne.  Diffusion : le mardi 7 mars 1961
55. Bobinette repasse le mouchoir de Bobino.  Diffusion : le mercredi 8 mars 1961
56. Bobinette organise une petite fête pour la mi-carême.  Diffusion : le jeudi 9 mars 1961
57. Bobino et Bobinette jouent à la corrida.  Diffusion : le vendredi 10 mars 1961
58. Bobinette cherche un maringouin dans son oreiller.  Diffusion : le lundi 13 mars 1961
59. Bobinette donne des leçons de chant.  Diffusion : le mardi 14 mars 1961
60. Pour être jolie, Bobinette se met du charbon de bois sur les cils.  Diffusion : le mercredi 15 mars 1961
61. Bobino et Bobinette jouent du tam-tam.  Diffusion : le jeudi 16 mars 1961
62. Bobinette fait des gâteaux.  Diffusion : le vendredi 17 mars 1961
63. Bobinette veut avoir un costume pour son prochain voyage en Chine.  Diffusion : le jeudi 23 mars 1961
64. Bobinette lit l’histoire de Bobino-de-la-lune, grand vainqueur d’un tournoi.  Diffusion : le vendredi 24 mars 1961
65. Bobinette s’est fabriqué un poste de télévision et fait des émissions.  Diffusion : le lundi 27 mars 1961
66. Bobinette fait un concours de pêche avec le cousin de son secrétaire.  Diffusion : le mardi 28 mars 1961
67. Bobinette veut que sa petite poule lui ponde un œuf de Pâques.  Diffusion : le mercredi 29 mars 1961
68. Pour jouer un tour à Bobino, Bobinette remplace ses poussins de peluche par des poussins vivants.  Diffusion : le jeudi 30 mars 1961
69. Bobino essaie d’expliquer à Bobinette pourquoi les cloches s’en vont à Rome, le Jeudi saint.  Diffusion : le vendredi 31 mars 1961
70. Bobinette fait le portrait de Bobino.  Diffusion : le lundi 3 avril 1961
71. Bobino voudrait bien prendre la souris qui a mangé les noix de Gustave.  Diffusion : le mardi 4 avril 1961
72. Bobino et Bobinette jouent à la Belle au bois dormant.  Diffusion : le mercredi 5 avril 1961
73. Bobinette veut ouvrir un salon de coiffure.  Diffusion : le jeudi 6 avril 1961
74. Bobinette a vu un monstre dans sa cave.  Diffusion : le vendredi 7 avril 1961
75. Bobinette joue du piano.  Diffusion : le lundi 10 avril 1961
76. Bobinette a inventé une lunette pour regarder les étoiles pendant le jour.  Diffusion : le mardi 11 avril 1961
77. Gustave, le fantôme, raconte à Bobinette l’histoire de  Sir Lancelot.  Diffusion : le mercredi 12 avril 1961
78. Bobinette se déguise en momie.  Diffusion : le jeudi 13 avril 1961
79. Bobino a reçu une carte postale anonyme.  Diffusion : le vendredi 14 avril 1961
80. Bobinette s’est fait une maison dans le trou d’un arbre.  Diffusion : le mardi 18 avril 1961
81. Bobinette veut que Bobino, lui fasse une ligne téléphonique spéciale avec deux appareils.  Diffusion : le mercredi 19 avril 1961
82. Bobinette joue à la marchande avec Bobino.  Diffusion : le jeudi 20 avril 1961
83. Bobino a fait un épouvantail pour chasser les oiseaux.  Diffusion : le vendredi 21 avril 1961
84. Bobinette se déguise en constable.  Diffusion : le lundi 24 avril 1961
85. Bobinette veut un cheval.  Diffusion : le mardi 25 avril 1961
86. Des lutins habitent dans le jardin de Bobino.  Diffusion : le mercredi 26 avril 1961
87. Bobinette veut donner un concert en plein air.  Diffusion : le jeudi 27 avril 1961
88. Bobinette voudrait manger du miel.  Diffusion : le vendredi 28 avril 1961
89. Bobinette déménage dans son arbre creux.  Diffusion : le lundi 1er mai 1961
90. Bobinette voudrait se débarrasser de son rhume sans prendre de médicaments.  Diffusion : le mardi 2 mai 1961
91. Bobinette s’est fait un bateau avec le chapeau de Bobino.  Diffusion : le mercredi 3 mai 1961
92. Pour rendre son amie Pilule jalouse, Bobinette veut une robe en or.  Diffusion : le jeudi 4 mai 1961
93. Bobino donne des bengalis à Bobinette.  Diffusion : le vendredi 5 mai 1961
94. Bobinette a reçu un chèque de son parrain.  Diffusion : le lundi 8 mai 1961
95. La magicienne Bobinette veut changer la canne de Bobino en saucisse.  Diffusion : le mardi 9 mai 1961
96. Bobinette fait de la gymnastique pour grandir.  Diffusion : le mercredi 10 mai 1961
97. Bobino fait un gâteau pour la fête de Bobinette.  Diffusion : le vendredi 12 mai 1961
98. L’arbre généalogique des Bobino.  Diffusion : le lundi 15 mai 1961
99. Bobino fait le sorcier avec sa baguette.  Diffusion : le mardi 16 mai 1961
100. Bobino et Bobinette font des bulles de savon.  Diffusion : le mercredi 17 mai 1961
101. Bobinette creuse un passage secret pour aller à son arbre.  Diffusion : le jeudi 18 mai 1961
102. Le fantôme de Gustave s’est foulé un pied. Bobino et Bobinette doivent préparer le souper et essuyer la vaisselle.  Diffusion : le vendredi 19 mai 1961
103. Bobinette fait du cinéma.  Diffusion : le lundi 22 mai 1961
104. Il pleut dans le grenier de Bobino.  Diffusion : le mardi 23 mai 1961
105. Bobino rencontre le mauvais ange et le bon ange de Bobinette.  Diffusion : le mercredi 24 mai 1961
106. Bobinette veut faire de la bicyclette.  Diffusion : le jeudi 25 mai 1961
107. Bobinette compose un opéra.  Diffusion : le lundi 29 mai 1961
108. Bobinette construit une station de météo.  Diffusion : le mardi 30 mai 1961
109. Bobinette se fait une tente avec le cache-nez de Bobino.  Diffusion : le mercredi 31 mai 1961
110. Bobinette a sauvé une pauvre petite coccinelle qui allait se noyer dans une goutte de rosée.  Diffusion : le jeudi 1er juin 1961
111. Bobino et Bobinette jouent au Petit Poucet.  Diffusion : le vendredi 2 juin 1961
112. Pour que, son trou d’arbre soit aussi doux qu’un nid d’oiseau, Bobinette y met les feuilles de laitue et de betterave.   Diffusion : le lundi 5 juin 1961
113. Bobino raconte à Bobinette la fable « La Tortue et les deux canards ».  Diffusion : le mardi 6 juin 1961
114. Bobino explique à Bobinette ce qu’est un volcan.  Diffusion : le mercredi 7 juin 1961
115. Bobinette s’est transformée en grand chef indien.   Diffusion : le vendredi 9 juin 1961
116. Bobino et Bobinette sculptent une petite souris.  Diffusion : le mardi 13 juin 1961
117. Bobinette a découvert  le magnétophone de Gustave le fantôme.  Diffusion : le mercredi 14 juin 1961
118. Bobino et Bobinette préparent leurs valises  pour les vacances.  Diffusion : le jeudi 15 juin 1961
119. Bobino et Bobinette reçoivent les gagnants du concours de dessins.  Dernier épisode de la saison.  Diffusion : le vendredi 16 juin 1961

Source :  La Semaine à Radio-Canada - horaire de la télévision